# 7917 Hammergren
7917 Hammergren eller 1981 EG5 är en asteroid i huvudbältet som upptäcktes den 2 mars 1981 av den amerikanska astronomen Schelte J. Bus vid Siding Spring-observatoriet. Den är uppkallad efter astronomen Mark Hammergren.
Asteroiden har en diameter på ungefär 3 kilometer.